# Temporada da NBA de 1953–54
A temporada da NBA de 1953-54 foi a oitava temporada da National Basketball Association (NBA). A temporada terminou com o Minneapolis Lakers vencendo seu quinto título da NBA em 6 anos, derrotando o Syracuse Nationals por 4-3 nas finais da NBA. Foi também a última vez que o Lakers venceria um título da NBA antes da franquia se mudar para Los Angeles em 1960.

## Ocorrências notáveis
- O Indianapolis Olympians desistiu antes do início da temporada. Indianapolis retornaria ao basquete profissional com o Indiana Pacers da ABA em 1967. A NBA voltou a Indianapolis para a temporada de 1976-77, quando os Pacers se juntaram à liga como parte da fusão NBA-ABA.
- O All-Star Game da NBA de 1954 foi disputado na cidade de Nova York. O Leste venceu o Oeste por 98-93 na prorrogação. Bob Cousy, do Boston Celtics, ganhou o prêmio de MVP.
- Esse foi o primeiro ano em que a NBA teve um contrato de televisão nacional. O contrato tinha a DuMont Television Network transmitindo 13 jogos e pagando 39.000 dólares pelos direitos.

| Durante a temporada | Durante a temporada | Durante a temporada |
| Time                | Antigo treinador    | Novo treinador      |
| ------------------- | ------------------- | ------------------- |
| Milwaukee Hawks     | Andrew Levane       | Red Holzman         |

## Temporada regular

### Divisão Leste
| Time                  | V  | D  | %    | JA |
| --------------------- | -- | -- | ---- | -- |
| New York Knicks       | 44 | 28 | .611 | -  |
| Syracuse Nationals    | 42 | 30 | .583 | 2  |
| Boston Celtics        | 42 | 30 | .583 | 2  |
| Philadelphia Warriors | 29 | 43 | .403 | 15 |
| Baltimore Bullets     | 16 | 56 | .222 | 28 |

### Divisão Oeste
| Time                 | V  | D  | %    | JA |
| -------------------- | -- | -- | ---- | -- |
| Minneapolis Lakers C | 46 | 26 | .639 | -  |
| Rochester Royals     | 44 | 28 | .611 | 2  |
| Fort Wayne Pistons   | 40 | 32 | .556 | 6  |
| Milwaukee Hawks      | 21 | 51 | .292 | 25 |

C - Campeão da NBA

## Playoffs
|  | Semifinais de Divisão | Semifinais de Divisão | Semifinais de Divisão |             |    | Finais de Divisão | Finais de Divisão | Finais de Divisão |  |
|  |                       |                       |                       |             |    |                   |                   |                   |  |
|  | E1                    | Syracuse              | 2                     |             |    |                   |                   |                   |  |
|  | E1                    | Syracuse              | 2                     |             |    |                   |                   |                   |  |
|  | E2                    | Boston                | 0                     |             |    |                   |                   |                   |  |
|  | E2                    | Boston                | 0                     |             | E1 | Syracuse          | 3                 |                   |  |
|  |                       |                       |                       |             | E1 | Syracuse          | 3                 |                   |  |
|  |                       |                       | W1                    | Minneapolis | 4  |                   |                   |                   |  |
|  | W1                    | Minneapolis           | W1                    | Minneapolis | 4  | 2                 |                   |                   |  |
|  | W1                    | Minneapolis           |                       |             |    |                   |                   |                   |  |
|  | W2                    | Rochester             | 2                     |             |    |                   |                   |                   |  |

## Líderes das estatísticas
| Categoria        | Jogador        | Time                  | Est.  |
| ---------------- | -------------- | --------------------- | ----- |
| Pontos           | Neil Johnston  | Philadelphia Warriors | 1,759 |
| Rebotes          | Harry Gallatin | New York Knicks       | 1,098 |
| Assistências     | Bob Cousy      | Boston Celtics        | 518   |
| Arremessos (%)   | Ed Macauley    | Boston Celtics        | 48.6  |
| Tiros livres (%) | Bill Sharman   | Boston Celtics        | 84.4  |

## Prêmios
- All-NBA Primeiro Time:
  - George Mikan, Minneapolis Lakers
  - Harry Gallatin, New York Knicks
  - Dolph Schayes, Syracuse Nationals
  - Bob Cousy, Boston Celtics
  - Neil Johnston, Philadelphia Warriors

- Novato do Ano: Ray Felix, Baltimore Bullets